# Manchester Art Gallery
La Manchester Art Gallery (lett. "Galleria d'Arte di Manchester"; già nota come Manchester City Art Gallery, "Galleria Civica d'Arte") è un museo d'arte pubblico inglese, situato in Mosley Street, nel centro della città britannica. La sede principale della galleria venne innalzata da una società di studiosi nel 1823, ma ad oggi le sue collezioni son disclocate in un complesso di tre edifici collegati tra di loro, due dei quali furono progettati da Sir Charles Barry. Entrambi gli edifici di Barry sono classificati come storicamente rilevanti, e designati così il 25 febbraio del 1852. L'edificio che li collega fu progettato dallo studio "Hopkins Architects" in seguito a un concorso  gestito dalla RIBA Competitions. Fu re-inaugurata nel 2002 in seguito a un progetto di ristrutturazione e ampliamento.
Il Manchester Art Gallery ospita importanti opere, ed ha una collezione di oltre 25 000 pezzi di storia dell'arte.